# Иашвили, Александр Мамулиевич
Алекса́ндр Маму́лиевич Иашви́ли (груз. ალექსანდრე მამულის ძე იაშვილი; 23 октября 1977, Тбилиси) — грузинский футболист, нападающий.

## Карьера

### Клубная
Свою карьеру начал в тбилисском «Динамо», где достаточно много забивал. Его результативность — 24 гола в 24 играх (1994—1995) и 26 голов в 25 играх (1995—1996) — привлекла внимание иностранных клубов, и в январе 1997 года он присоединился к клубу «Любек». В новой команде осваиваться помогал Ромас Мажейкис.
По истечении полугодового контракта он остался в Германии. Был приглашён во «Фрайбург», который в сезоне 1997/98 получил право играть в Бундеслиге.
В сезоне 2005/06 стал капитаном команды «Фрайбурга». Покинув клуб в 2007 году, после десяти лет пребывания в нём, он присоединился к «Карлсруэ». В 2012 году после вылета «Карлсруэ» из Второй Бундеслиги подписал контракт с «Бохумом», где получил номер 10.
Последние годы карьеры провел в Азербайджане и Грузии.

### В сборной
За грузинскую сборную забил 15 голов в 67 играх.

## Достижения

### Командные
Динамо (Тбилиси)
- Чемпион Грузии: 1993/94, 1994/95, 1995/96, 1996/97, 1997/98
- Обладатель Кубка Грузии: 1993/94, 1994/95, 1995/96, 1996/97
- Обладатель Суперкубок Грузии: 1996, 1997

Фрайбург
- Победитель Второй Бундеслиги : 2002/03

### Личные
- Футболист года в Грузии: 2004, 2008

## Личная жизнь
Вырос в спортивной семье. Отец — Мамули Иашвили — играл в «Динамо» (Тбилиси) в 60-х годах.